# خوان ماساجي
خوان ماساجي سوليه (برشلونة، 30 أبريل 1953) هو صيدلي وباحث إسباني، يتركز عمله على دراسة السرطان.

## السيرة الذاتية
وُلد خوان ماساجي سوليه في برشلونة عام 1953. درس في مدرسة اليسوعيين في منطقة سريا. حصل على إجازة جامعية في الصيدلة والدكتوراه في الكيمياء الحيوية (1978) من جامعة برشلونة. في عام 1982، انتقل إلى جامعة براون في مدينة بروفيدنس (رود آيلاند)، بالولايات المتحدة، حيث اكتشف بنية مستقبل الإنسولين. بعد ذلك، انتقل إلى جامعة ماساتشوستس حيث عمل أستاذًا لمادة الكيمياء الحيوية.
في عام 1989، تولى إدارة قسم بيولوجيا الخلية وعلم الوراثة في مركز ميموريال سلون كيترينغ للسرطان في نيويورك، وفي عام 2003 قَبِل إدارة برنامج بيولوجيا السرطان وعلم الوراثة في المركز ذاته. كما أنه باحث في معهد هوارد هيوز الطبي. خوان ماساجي يشغل أيضًا منصب المدير المساعد في معهد البحوث البيوميدية (IRB Barcelona)، حيث يشرف كذلك على أحد فرق البحث التابعة للمعهد، وهو فريق "MetLab"، الذي يعمل على تطوير عدة مشاريع تتعلق بتكاثر الخلايا السرطانية والانبثاث (الانتشار السرطاني).
في عام 2014، اختارته مجلة Quo بالتعاون مع المجلس الأعلى للبحوث العلمية وجائزة أفضل رياضي في إسبانيا ضمن "المنتخب الإسباني الأول للعلم"، الذي يضم ثلاثة عشر عالِمًا إسبانيًا بارزين على الصعيد الدولي.

## أبحاثه
تركّز عمل ماساجي بشكل خاص على دراسة آليات الإشارات الخلوية التي تُعدّ ضرورية لتطور الأنسجة بشكل طبيعي، والتي تُصاب بالخلل في وجود السرطان. من أبرز هذه الآليات عامل النمو المحول بيتا، وهو مركب ينتمي إلى عائلة السيتوكين المرتبطة بالعمليات الالتهابية، ويعمل على تنظيم انقسام الخلية خلال تطور الجنين الحيواني.
يُعد خوان ماساجي من أهم الباحثين في مجالي تنظيم انقسام الخلايا وانتقال السرطان (الانبثاث). وهو مؤلف لحوالي 250 مقالًا علميًا حول هذه المواضيع، ويُعد من بين أكثر خمسين باحثًا استشهادًا بأعمالهم في جميع المجالات العلمية خلال العشرين سنة الأخيرة (بلغ مؤشر إتش لديه 198 حتى يونيو 2021). كانت أبحاثه أساسية في فهم الآليات التي تُمكِّن من إيقاف التكاثر خلوي، وهي العملية التي يؤدي فقدان السيطرة عليها إلى تكوّن الأورام. كما مكّنت أبحاثه من تحديد الجينات المسؤولة عن انتشار الخلايا السرطانية من سرطان الثدي إلى أعضاء أخرى، وهو اكتشاف فتح آفاقًا جديدة في دراسة هذا الجانب من السرطان.
ماساجي عضو في الأكاديمية الأمريكية للفنون والعلوم، والأكاديمية الوطنية الأمريكية للعلوم، والمنظمة الأوروبية لعلم الأحياء الجزيئية، والأكاديميتين الملكيتين الإسبانيتين للطب والصيدلة، وهو أيضًا عضو شرفي في الأكاديمية الإيبيروأمريكية للصيدلة (منذ 18 ديسمبر 2014).
وقد نال أكثر من خمسة وعشرين جائزة، من أبرزها:
جائزة أمير أستورياس للبحث العلمي والتقني (2004)، جائزة خيمينيث دياث العملية التذكارية السابعة والثلاثون (2005)،
جائزة مؤسسة بانكو بيلباو فيزكايا أرجنتاريا لرواد المعرفة (2008)، الجائزة الوطنية للبحث العلمي "الملك دون خوان كارلوس الأول"، جائزة هوارد تايلور ريكيتس، جائزة البحوث الوطنية سانتياجو رامون إي كاخال (2014).
وفي عام 2018، اعتُبر ماساجي أكثر باحث إسباني استُشهد بأعماله في التاريخ، بحسب مؤشر إتش.